# اقدام بی‌سروصدا
اقدام بی‌سروصدا (انگلیسی: Silent Action) یک فیلم ایتالیایی پلیسی به کارگردانی سرجو مارتینو است که در سال ۱۹۷۵ منتشر شد.

## بازیگران
- لوک مرندا
- مل فرر
- دلیا بوکاردو
- توماس میلیان
- میکله گامینو
- پائولا تدسکو
- جانفرانکو بارا
- آنتونیو کازاله
- کلودیو گورا
- کلارا کولوسیمو
- آرتورو دومینیچی
- کارلو آلیگیرو